# Pitta's
Pitta's zijn een familie van vogels uit de orde zangvogels en onderorde schreeuwvogels. De IOC World Bird List onderscheidt 33 soorten in drie geslachten, maar zowel over het aantal geslachten als over het aantal soorten bestaat geen consensus.

## Kenmerken
De meeste soorten pitta’s bezitten een felgekleurd verenkleed dat soms glinstert. Hun lichaam is eerder rond, met een korte staart, lange poten en een vrij sterke snavel. De lichaamslengte bedraagt 15 tot 29 cm.

## Leefwijze
Dankzij hun lange poten kunnen ze als het ware een opgerichte houding aannemen zodat ze roofdieren of andere bedreigingen al snel kunnen zien aankomen. Ze hebben ook sterk ontwikkelde reukzintuigen, waarmee ze efficiënt naar insecten en andere ongewervelde dieren zoals slakken kunnen zoeken op donkere bosbodem. 
Ze rennen eerder weg dan dat ze vliegen. Maar er zijn soorten die vanaf een boomtak hun gefluit laten horen en veel soorten zijn ook trekvogels die soms plotseling op onverwachte plaatsen kunnen worden aangetroffen.

## Voortplanting
Het legsel bestaat uit 2 tot 7 eieren. De jongen worden door beide ouders grootgebracht.

## Verspreiding en leefgebied
Ze leven vooral in Zuidoost-Azië en het tropisch gedeelte van Australië en er zijn een paar soorten die in Afrika voorkomen. 

## Taxonomie
De familie behoort tot de clade Eurylaimides. Op grond van DNA-onderzoek gepubliceerd in 2016 zou de stamboom er als volgt uitzien.
|  | Philepittidae (Asities)                 |
|  |                                         |
|  | Eurylaimidae (Breedbekken en hapvogels) |
|  |                                         |

| Calyptomenidae | \| \| Smithornis (Afrikaanse breedbekken) \| \| \| \| \| \| Calyptomena (Aziatische groene breedbekken) \| \| \| \| |
|                | \| \| Smithornis (Afrikaanse breedbekken) \| \| \| \| \| \| Calyptomena (Aziatische groene breedbekken) \| \| \| \| |
|                | Pittidae (Pitta's)                                                                                                  |
|                | |
|                | Smithornis (Afrikaanse breedbekken)                                                                                 |
|                | |
|                | Calyptomena (Aziatische groene breedbekken)                                                                         |
|                | |

|  | Smithornis (Afrikaanse breedbekken)         |
|  |                                             |
|  | Calyptomena (Aziatische groene breedbekken) |
|  |                                             |

|  | Philepittidae (Asities)                 |
|  |                                         |
|  | Eurylaimidae (Breedbekken en hapvogels) |
|  |                                         |

| Calyptomenidae | \| \| Smithornis (Afrikaanse breedbekken) \| \| \| \| \| \| Calyptomena (Aziatische groene breedbekken) \| \| \| \| |
|                | \| \| Smithornis (Afrikaanse breedbekken) \| \| \| \| \| \| Calyptomena (Aziatische groene breedbekken) \| \| \| \| |
|                | Pittidae (Pitta's)                                                                                                  |
|                | |
|                | Smithornis (Afrikaanse breedbekken)                                                                                 |
|                | |
|                | Calyptomena (Aziatische groene breedbekken)                                                                         |
|                | |

|  | Smithornis (Afrikaanse breedbekken)         |
|  |                                             |
|  | Calyptomena (Aziatische groene breedbekken) |
|  |                                             |

|  | Philepittidae (Asities)                 |
|  |                                         |
|  | Eurylaimidae (Breedbekken en hapvogels) |
|  |                                         |

| Calyptomenidae | \| \| Smithornis (Afrikaanse breedbekken) \| \| \| \| \| \| Calyptomena (Aziatische groene breedbekken) \| \| \| \| |
|                | \| \| Smithornis (Afrikaanse breedbekken) \| \| \| \| \| \| Calyptomena (Aziatische groene breedbekken) \| \| \| \| |
|                | Pittidae (Pitta's)                                                                                                  |
|                | |
|                | Smithornis (Afrikaanse breedbekken)                                                                                 |
|                | |
|                | Calyptomena (Aziatische groene breedbekken)                                                                         |
|                | |

|  | Smithornis (Afrikaanse breedbekken)         |
|  |                                             |
|  | Calyptomena (Aziatische groene breedbekken) |
|  |                                             |

|  | Philepittidae (Asities)                 |
|  |                                         |
|  | Eurylaimidae (Breedbekken en hapvogels) |
|  |                                         |

| Calyptomenidae | \| \| Smithornis (Afrikaanse breedbekken) \| \| \| \| \| \| Calyptomena (Aziatische groene breedbekken) \| \| \| \| |
|                | \| \| Smithornis (Afrikaanse breedbekken) \| \| \| \| \| \| Calyptomena (Aziatische groene breedbekken) \| \| \| \| |
|                | Pittidae (Pitta's)                                                                                                  |
|                | |
|                | Smithornis (Afrikaanse breedbekken)                                                                                 |
|                | |
|                | Calyptomena (Aziatische groene breedbekken)                                                                         |
|                | |

|  | Smithornis (Afrikaanse breedbekken)         |
|  |                                             |
|  | Calyptomena (Aziatische groene breedbekken) |
|  |                                             |

### Geslachten
De indeling in geslachten is geen uitgemaakte zaak. In 1863 onderscheidde Daniel Elliot  in A Monograph of the Pittidae twee geslachten, en bijna 20 jaar later splitste John Gould de familie op in wel negen geslachten. In 2003 vermeldde het Handbook of the Birds of the World nog maar één geslacht (Pitta). Deze indeling wordt nog vaak aangehouden, bijvoorbeeld door de IUCN. In een onderzoek dat in 2009 werd gepubliceerd en waarbij alle soorten moleculair-genetisch werden onderzocht, bleek dat er duidelijk drie clades zijn, de drie geslachten  Erythropitta, Hydrornis en Pitta.
Hieronder de indeling van de IOC World Bird List.
- Geslacht Erythropitta (15 soorten)
- Geslacht Hydrornis (meer dan 12 soorten)
- Geslacht Pitta (14 soorten)

## Natuurbescherming
Een aantal soorten worden met uitsterven bedreigd door aantasting van hun habitat, ongerept tropisch oerwoud. Verder zijn veel van de pittasoorten geliefd als siervogel, waardoor er een profijtelijke handel in gevangen vogels is ontstaan.
De Gurney's pitta is een bedreigde diersoort. De zwartmaskerpitta,  blauwkoppitta,  Kochs pitta, Chinese pitta, Schneiders pitta, Steere's pitta, prachtpitta en de zwartkruinpitta zijn kwetsbaar volgens de Rode Lijst van de IUCN. De reuzenpitta, Soelapitta, granaatpitta, mangrovepitta en de Sabahpitta staan als gevoelig op deze rode lijst.

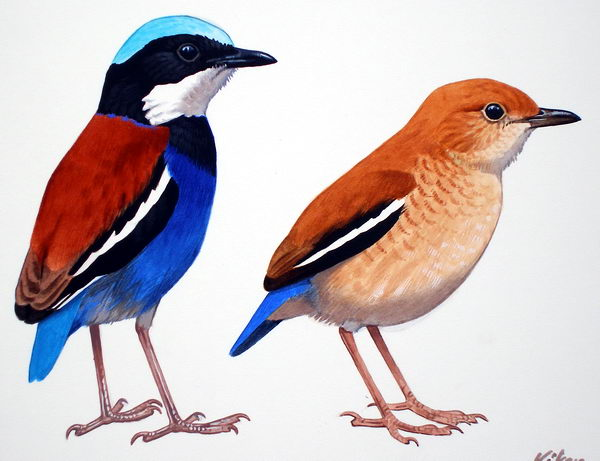
Blauwkoppitta (Pitta baudii)
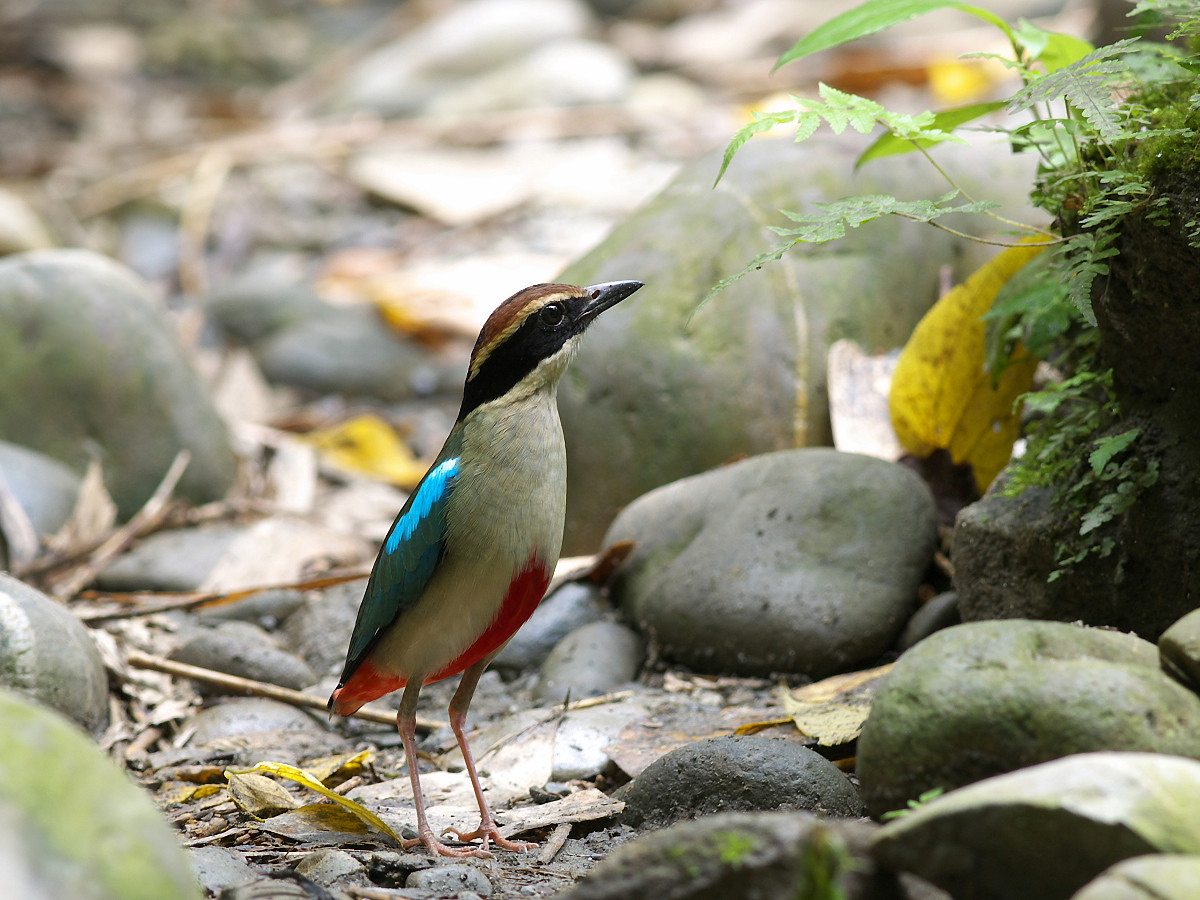
Chinese pitta (Pitta nympha)
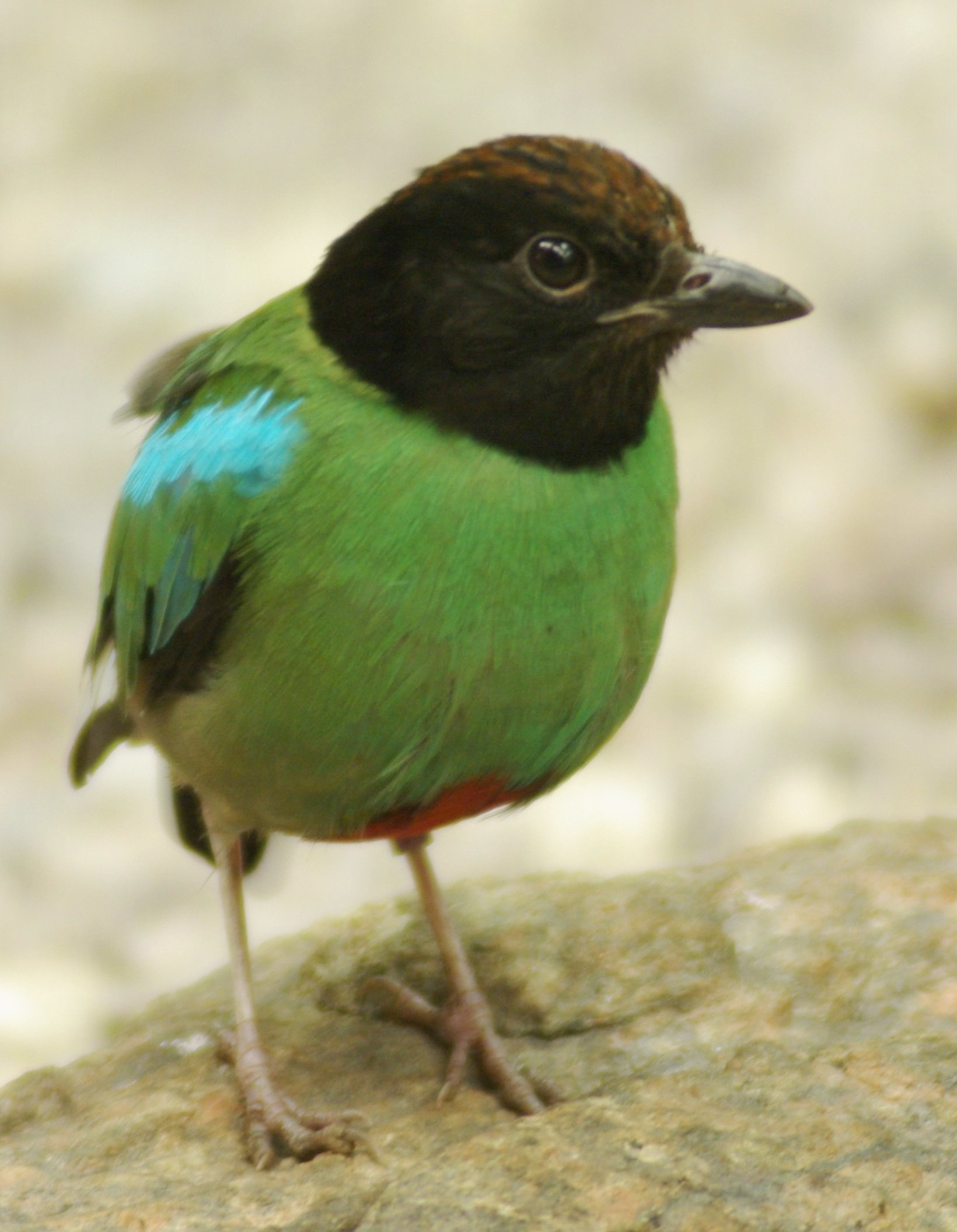
Kappitta (Pitta sordida)
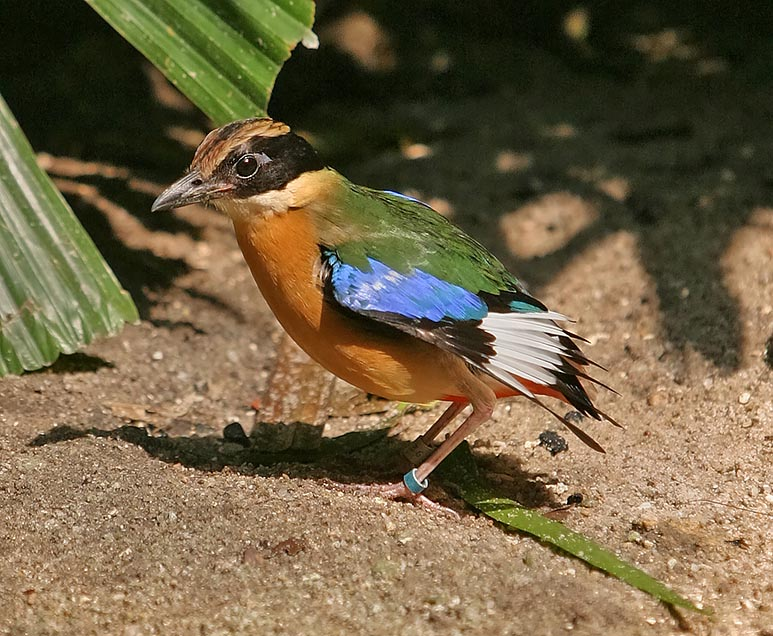
Blauwvleugelpitta (Pitta moluccensis)
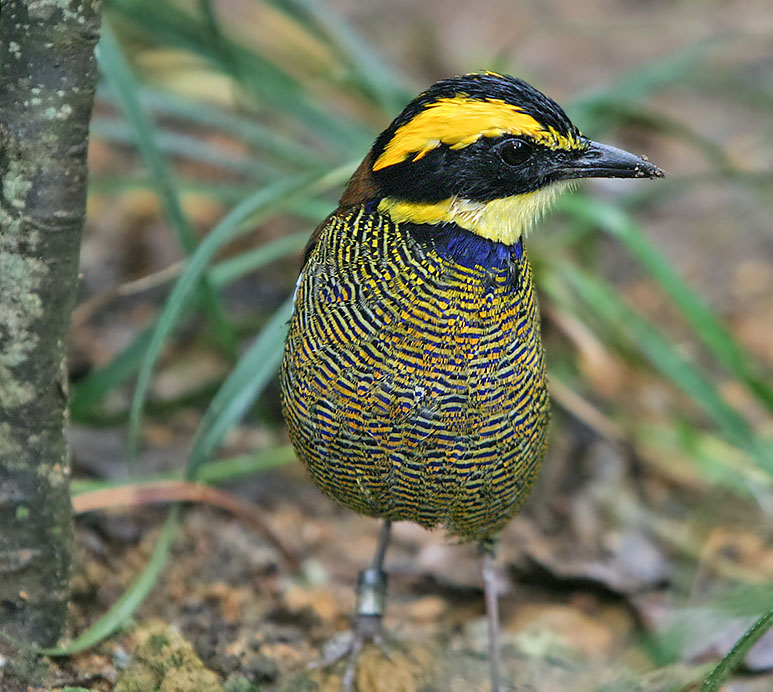
Blauwstaartpitta (Hydrornis guajanus)
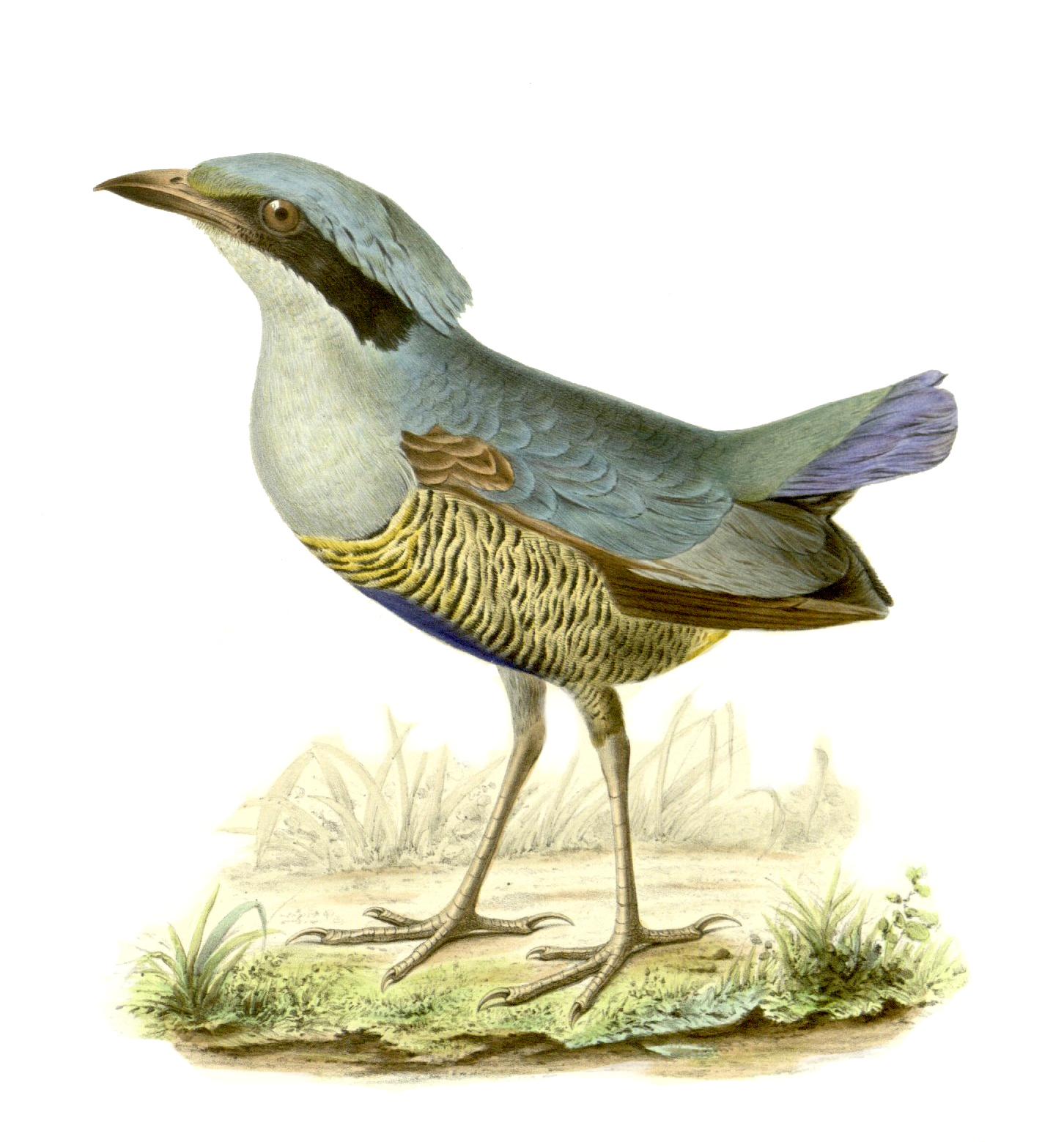
Elliots pitta (Hydrornis elliotii)
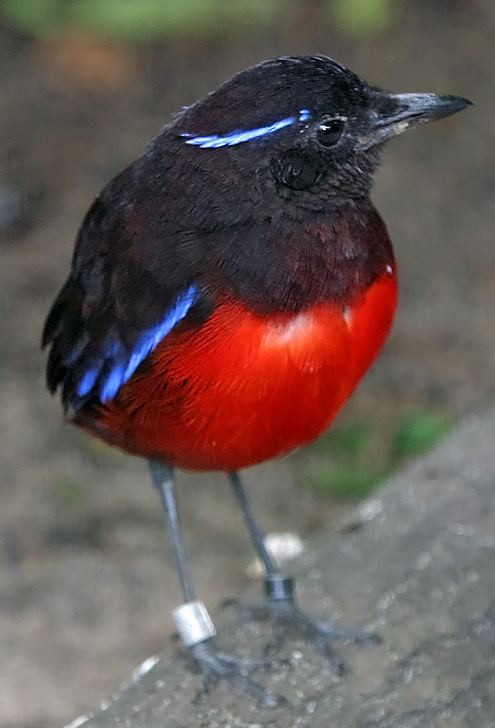
Zwartkruinpitta (Erythropitta venusta)
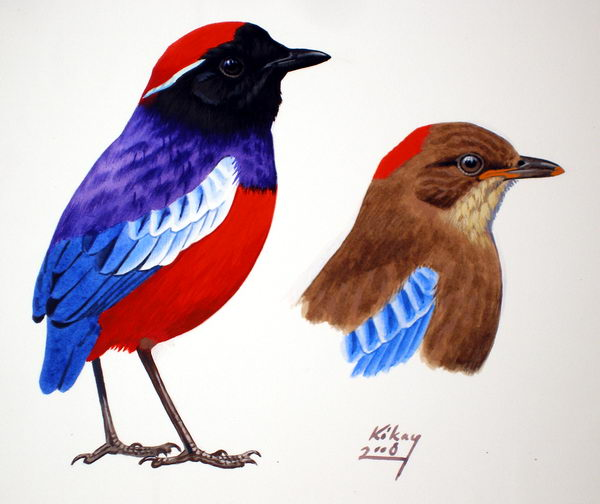
Granaatpitta  (Erythropitta granatina)

Acanthisittidae (Rotswinterkoningen) · Acanthizidae (Australische zangers) · Acrocephalidae (Rietzangers) · Aegithalidae (Staartmezen) · Aegithinidae (Iora's) · Alaudidae (Leeuweriken) · Alcippeidae (Alcippes) · Artamidae (Spitsvogels) ·  Atrichornithidae (Doornkruipers) · Bernieridae (Madagaskarzangers) · Bombycillidae (Pestvogels) · Buphagidae (Ossenpikkers) · Calcariidae (IJsgorzen) · Callaeidae (Nieuw-Zeelandse lelvogels) · Calyptomenidae (Afrikaanse breedbekken) · Calyptophilidae (Tapuittangaren) · Campephagidae (Rupsvogels) · Cardinalidae (Kardinaalachtigen) · Certhiidae (Echte boomkruipers) · Cettiidae (Struikzangers) · Chaetopidae (Rotsspringers) · Chloropseidae (Bladvogels) · Cinclidae (Waterspreeuwen) · Cinclosomatidae (Kwartellijsters) · Cisticolidae (Graszangers) · Climacteridae (Australische kruipers) · Cnemophilidae (Satijnvogels) · Conopophagidae (Muggeneters) · Corcoracidae (Slijknestkraaien) · Corvidae (Kraaien) · Cotingidae (Cotinga's) · Dasyornithidae (Borstelvogels) · Dicaeidae (Bastaardhoningvogels) · Dicruridae (Drongo's) · Donacobiidae (Zwartkopdonacobius) · Dulidae (Palmtapuiten) · Elachuridae (Elachura) · Emberizidae (Gorzen) · Erythrocercidae (Elfmonarchen) · Estrildidae (Prachtvinken) · Eulacestomatidae (Leldikkop) · Eupetidae (Ralbabbelaars) · Eurylaimidae (Breedbekken en hapvogels) · Falcunculidae (Harlekijndikkoppen) · Formicariidae (Mierlijsters) · Fringillidae (Vinkachtigen) · Furnariidae (Ovenvogels) · Grallariidae (Mierpitta's) · Hirundinidae (Zwaluwen) · Hyliidae (Hylia's) · Hyliotidae (Hyliota's) · Hylocitreidae (Bessendikkop) · Hypocoliidae (Zijdestaarten) · Icteridae (Troepialen) · Icteriidae (Geelborstzanger) · Ifritidae (Ifrita) · Irenidae (Irena's) · Laniidae (Klauwieren) · Leiothrichidae (Babbelaars) · Locustellidae (Sprinkhaanzangers) · Machaerirhynchidae (Bootsnavels) · Macrosphenidae (Afrikaanse zangers) · Malaconotidae (Bosklauwieren) · Maluridae (Elfjes)    · Melampittidae (Paradijspitta's) · Melanocharitidae (Bessenpikkers) · Melanopareiidae (Maansluipers) · Meliphagidae (Honingeters) · Menuridae (Liervogels) · Mimidae (Spotlijsters) · Mitrospingidae (Mitrospingustangaren) · Modulatricidae (Vlekkeellijsters) · Mohoidae (O'o's) · Mohouidae (Mohoua's) · Monarchidae (Monarchen) · Motacillidae (Kwikstaarten en piepers) · Muscicapidae (Vliegenvangers) · Nectariniidae (Honingzuigers) · Neosittidae (Boomlopers) · Nesospingidae (Puertoricaanse tangare) ·  Nicatoridae (Nicators) · Notiomystidae (Hihi) · Onychorhynchidae (Kroontirannen) ·  Oreoicidae (Oreoica's) · Oriolidae (Wielewalen en vijgvogels) · Orthonychidae (Stronklopers) · Oxyruncidae (Scherpsnavel) ·  Pachycephalidae (Dikkoppen en fluiters) · Panuridae (Baardmannetje) · Paradisaeidae (Paradijsvogels) · Paradoxornithidae (Diksnavelmezen) · Paramythiidae (Prachtbessenpikkers) · Pardalotidae (Diamantvogels) · Paridae (Mezen) · Parulidae (Amerikaanse zangers) · Passerellidae (Amerikaanse gorzen) · Passeridae (Mussen) · Pellorneidae (Grondtimalia's) · Petroicidae (Australische vliegenvangers) · Peucedramidae (Oranjekopzanger) · Phaenicophilidae (Hispaniolatangaren) · Philepittidae (Asities) · Phylloscopidae (Boszangers) · Picathartidae (Kaalkopkraaien) · Pipridae (Manakins) · Pittidae (Pitta's) · Pityriasidae (Borstelkop) · Platylophidae (Maleise kuifgaai) · Platysteiridae (Lelvliegenvangers) · Ploceidae (Wevers en verwanten) · Pnoepygidae (Pnoepyga's) · Polioptilidae (Muggenvangers) · Pomatostomidae (Australaziatische babbelaars) · Promeropidae (Afrikaanse suikervogels) · Prunellidae (Heggenmussen) · Psophodidae (Zwiepfluiters) · Ptiliogonatidae (Zijdevliegenvangers) · Ptilonorhynchidae (Prieelvogels) · Pycnonotidae (Buulbuuls) · Regulidae (Goudhaantjes) · Remizidae (Buidelmezen) · Rhagologidae (Geschubde dikkop) · Rhinocryptidae (Tapaculo's) · Rhipiduridae (Waaierstaarten) · Rhodinocichlidae (Troepiaaltangare) · Salpornithidae (Gevlekte boomkruipers) · Sapayoidae (Breedbekmanakin) · Scotocercidae (Maquiszanger) · Sittidae (Boomklevers) · Spindalidae (Spindalissen) · Stenostiridae (Elfvliegenvangers) · Sturnidae (Spreeuwen) · Sylviidae (Grasmussen) · Teretistridae (Cubaanse zangers) · Thamnophilidae (Miervogels) · Thraupidae (Tangaren) · Tichodromidae (Rotskruiper) · Timaliidae (Timalia's) · Tityridae (Tityra's) · Troglodytidae (Winterkoningen) · Turdidae (Lijsters) · Tyrannidae (Tirannen) · Urocynchramidae (Przewalski's roodmus) · Vangidae (Vanga's) · Viduidae (Wida's) · Vireonidae (Vireo's) · Zeledoniidae (Zeledonia) · Zosteropidae (Brilvogels)